# ليو باومغارتنر
ليو باومغارتنر (بالألمانية: Leopold Baumgartner)‏ هو لاعب كرة قدم نمساوي، ولد في 14 مارس 1932 في فيينا في النمسا، وتوفي في 17 نوفمبر 2013 في كوفس هاربور في أستراليا. لعب مع أوستريا فيينا.